# Trifon Ivanov
Pour les articles homonymes, voir Ivanov.
Trifon Marinov Ivanov (en bulgare : Трифон Маринов Иванов) est un footballeur international bulgare, né le 26 juillet 1965 à Gorna Lipnitza (région de Veliko Tarnovo) et décédé le 13 février 2016 à Samovodene. Il jouait au poste de défenseur central de 1983 à 2001.
Formé au PFK Etar Veliko Turnovo, il joue notamment au FK CSKA Sofia, avec qui il remporte trois championnats et une coupe de Bulgarie, et au Rapid Vienne où en 1996, il est champion d'Autriche et finaliste de la Coupe d'Europe des vainqueurs de coupe.
En équipe nationale, il compte 76 sélections pour six buts marqués. Il est avec ses coéquipiers quatrième de la Coupe du monde en 1994.

## Biographie
Trifon Ivanov commence le football au PFK Etar Veliko Turnovo où il joue d'abord comme attaquant. Replacé en défense centrale, il fait ses débuts en équipe première à dix-huit ans. Ses performances en club lui permettent d'intégrer l'équipe nationale en avril 1988 lors d'un match amical contre l'Allemagne de l'Est. Il entre en jeu à la 60e minute de la rencontre et inscrit le but du un partout à la 83e minute.
Il rejoint le FK CSKA Sofia en 1989 et remporte le doublé championnat-coupe nationale dès sa première saison au club. L'année suivante, le club remporte de nouveau le championnat.
Surnommé « Le loup Bulgare », Trifon Ivanov connaît la gloire pendant les années 1990. Ce défenseur est capitaine de la sélection bulgare de 1996 à 1998. Il s'est fait remarquer lors du mondial 1994 où il a contribué, à l'aide de ses coéquipiers, notamment Hristo Stoitchkov et Yordan Letchkov, à emmener son équipe jusqu'en demi-finale du tournoi et terminer 4e. Ils battent la Grèce, l'Argentine, le Mexique et l'Allemagne avant de s'incliner face aux Italiens et aux Suédois. Il marque 6 buts en 77 capes internationales et s'illustre comme un redoutable frappeur comme l'atteste sa reprise de volée contre le Pays de Galles en qualification pour l'Euro 96.
Trifon Ivanov n'est pas un tendre et ses rapports difficiles avec ses différents entraîneurs ont peut-être été un frein à l'épanouissement de ce joueur.
Il meurt le 13 février 2016 à Samovodene d'une crise cardiaque,. Ses obsèques ont eu lieu le 17 février 2016 avec un service commémoratif au Palais de la Culture et du Sport à Veliko Tarnovo en présence d'une centaine de personnes et de nombreuses personnalités publiques bulgares, notamment Hristo Stoitchkov, Krasimir Balakov, Yordan Letchkov et bien d'autres joueurs de la génération dorée du football bulgare de 1994. Il a ensuite été inhumé dans la même ville dans la plus stricte intimité familiale.

## Carrière
- 1983-1988 : PFK Etar Veliko Tarnovo  Bulgarie
- 1988-1992 : FK CSKA Sofia  Bulgarie
- 1992-1994 : Betis Séville  Espagne
- 1994-1995 : Neuchâtel Xamax  Suisse
- 1995 : FK CSKA Sofia  Bulgarie
- 1995-1997 : Rapid Vienne  Autriche
- 1997-1998 : Austria Vienne  Autriche
- 1998 : FK CSKA Sofia  Bulgarie
- 1998-2001 : Floridsdorfer AC  Autriche

## Palmarès

### En club
- Champion de Bulgarie en 1989, 1990 et en 1992 avec le FK CSKA Sofia
- Champion d'Autriche en 1996 avec le Rapid Vienne
- Vainqueur de la Coupe de Bulgarie en 1989 avec le FK CSKA Sofia
- Finaliste de la Coupe d'Europe des Vainqueurs de Coupe en 1996 avec le Rapid Vienne
- 4 eme de la coupe du monde 1994 avec la Bulgarie.

### En équipe de Bulgarie
- 76 sélections et 6 buts entre 1988 et 1998

### Distinction personnelle
- Élu Footballeur bulgare de l'année en 1996